# Hietasenjärvi (sjö i Finland)
Hietasenjärvi är en sjö i Finland. Den ligger i kommunen Taivalkoski i landskapet Norra Österbotten, i den nordöstra delen av landet, 600 km norr om huvudstaden Helsingfors. Hietasenjärvi ligger 256 meter över havet. Arean är 33,1 hektar och strandlinjen är 2,3 kilometer lång. Sjön  ingår i Ijo älvs huvudavrinningsområde. 